# 127955 Alexandraradu
127955 Alexandraradu è un asteroide della fascia principale. Scoperto nel 2003, presenta un'orbita caratterizzata da un semiasse maggiore pari a 2,557801 UA e da un'eccentricità di 0,253059, inclinata di 5,211404° rispetto all'eclittica. Ha un periodo di rotazione di 2,31 ore.
Alexandra Radu, laureatasi presso l'Università Nazionale di Teatro e Cinema "I. L. Caragiale" in Romania, è una regista che dà vita ai personaggi attraverso l'arte del doppiaggio di film animati.